# Kate Chopin
 Der er for få eller ingen kildehenvisninger i denne artikel, hvilket er et problem. Du kan hjælpe ved at angive troværdige kilder til de påstande, som fremføres i artiklen.

Kate Chopin, født Katherine O'Flaherty; (8. februar 1850 i St. Louis, død 22. august 1904 smst.) var en amerikansk forfatter, som betragtes som en af forløberne for det 19. århundredes feministiske forfattere. Hendes værker beskæftiger sig især med livet blandt kreolere” og akadiere i delstaten Louisiana i det sydlige USA.
Fra 1889 til 1902 skrev hun noveller til både børn og voksne, som blev udgivet i magasiner som Atlantic Monthly, Vogue, the Century og Harper's Youth's Companion. Hendes største værker var to novellesamlinger, Bayou Folk (1894) og A Night in Acadie (1897).
Chopin skrev også romanen The Awakening (1899) om en kvindes forsøg på at frigøre sig. Romanens skildringer af den kvindelige seksualitet og styrke vakte skandale i samtidens USA, men blev taget op igen omkring 1970, hvor den blandt andet blev rost for sine feministiske idéer. 